# دنیل کویا
دنیل کویا (اسپانیایی: Daniel Colla‎؛ زادهٔ ۲۳ فوریه ۱۹۶۴) بازیکن والیبال اهل آرژانتین بود.
وی در مسابقات کشوری و بین‌المللی در مجموع برندهٔ ۱ مدال برنز شده‌است.